# Cloris Leachman

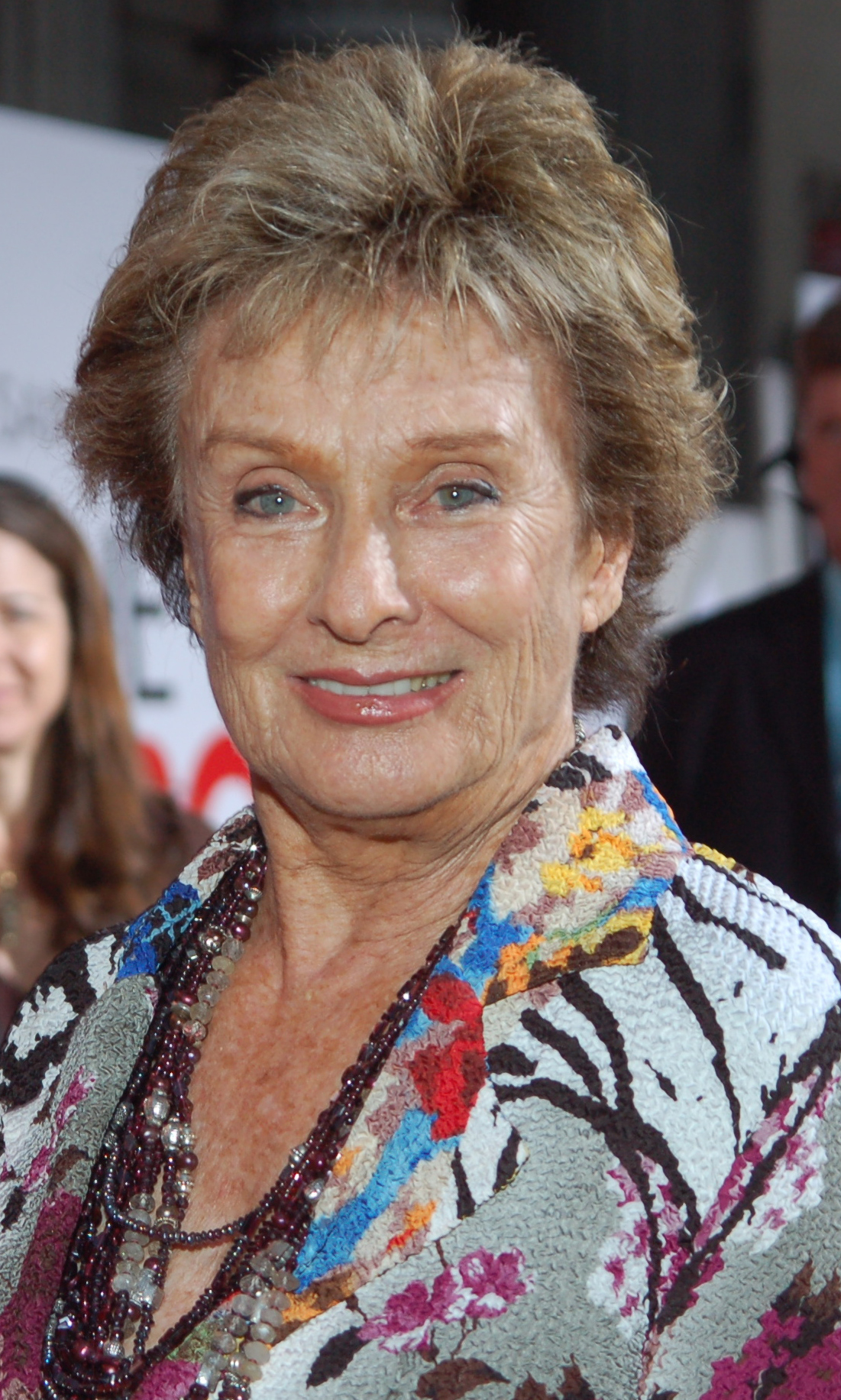
Cloris Leachman, 2009

Cloris Leachman (* 30. April 1926 in Des Moines, Iowa; † 27. Januar 2021 in Encinitas, Kalifornien) war eine US-amerikanische Schauspielerin, deren Karriere in Theater, Film und Fernsehen über 70 Jahre umfasste. Sie wurde mit neun Emmy Awards ausgezeichnet und gewann 1971 für ihre Rolle in Die letzte Vorstellung den Oscar als Beste Nebendarstellerin.

## Kindheit und Privates
Cloris Leachman wurde 1926 in Des Moines als Tochter von Berkley Claiborne „Buck“ Leachman (1903–1956) und dessen Ehefrau Cloris Votruba Wallace (1901–1967) geboren und wuchs mit zwei jüngeren Schwestern auf. Ihre Eltern, vor allem ihre Mutter, förderten früh die künstlerischen Talente der Kinder; so erhielt Cloris Klavierunterricht und sang auch. Sie verließ ihre Heimat, um an der Northwestern University zu studieren; zu ihren Kommilitonen gehörten unter anderem Charlton Heston und Paul Lynde. Während der Zeit in Chicago nahm sie an verschiedenen Schönheitswettbewerben teil und trat 1946 als Miss Illinois zur Wahl der Miss America an.
Im April 1953 heiratete sie den Regisseur und Produzenten George Englund, mit dem sie fünf Kinder bekam. Ein Sohn starb 1986 an einer Überdosis Medikamente, die anderen Kinder, darunter Morgan Englund, verfolgen wie ihre Eltern eine Karriere im Showgeschäft. Die Ehe von Englund und Leachman wurde 1979 nach über 25 Jahren geschieden, die beiden blieben jedoch gut befreundet. Leachman starb im Januar 2021 im Alter von 94 Jahren in Kalifornien an den Folgen eines Schlaganfalls.
Die Vegetarierin engagierte sich aktiv für den Tierschutz und warb mit ihrem Gesicht für eine Kampagne der Organisation PETA.

## Karriere

### Anfänge
Von Chicago zog es die junge Schönheitskönigin nach New York City, dort wurde sie im renommierten Actors Studio von Elia Kazan aufgenommen und ausgebildet. Anschließend spielte sie an verschiedenen Theatern und auch am Broadway.
Daneben konnte sie bei Castings auch für diverse Gastauftritte in Fernsehserien überzeugen. Ihre erste nennenswerte Leinwandrolle hatte Leachman 1955: In dem Film-noir-Klassiker Rattennest spielte sie unter der Regie von Robert Aldrich eine Nebenrolle an der Seite von Ralph Meekers Privatdetektiv. Das Theater und Fernsehserien blieben allerdings ihr Fokus, sodass weitere Filmrollen zunächst selten waren.

### Durchbruch in Hollywood und Rollen bis 2000
Ihren Durchbruch als Filmschauspielerin feierte Leachman in dem 1969 erschienenen Kinofilm Zwei Banditen neben Paul Newman und Robert Redford. Hierin spielte sie in einer Nebenrolle eine Prostituierte. Daneben setzte sie auch ihre Karriere als Fernsehdarstellerin fort und wirkte ab 1970 in der Sitcom The Mary Tyler Moore Show mit. Dort verkörperte sie Phyllis Lindstrom, die perfektionistische und nervige Nachbarin der Titelfigur; diese Rolle spielte sie nach ihrem Ausstieg 1975 auch in dem Ableger Phyllis.
Im Kino war sie 1971 in Peter Bogdanovichs Die letzte Vorstellung zu sehen. Ihre Darstellung der einsamen und verzweifelten Hausfrau mittleren Alters, die mit einem Schüler ihres Ehemannes eine Affäre beginnt, wurde bei der Oscarverleihung 1972 mit einem Oscar als Beste Nebendarstellerin und dem britischen Society of Film and Television Arts Award (dem späteren BAFTA-Award) als beste Nebendarstellerin des Jahres 1973 gewürdigt. 1990 spielte sie die Rolle in der weniger erfolgreichen Fortsetzung Texasville nochmals.
Danach machte sie sich vor allem einen Namen in komödiantischen Rollen. In Mel Brooks’ Horrorfilmparodie Frankenstein Junior spielte sie die verhärmte Frau Blücher, deren bloße Erwähnung die Pferde scheuen ließ. Zwei Jahre später arbeitete sie erneut mit Brooks zusammen: In der Hitchcock-Parodie Höhenkoller verkörperte sie die resolute Oberschwester Diesel an der Seite von Madeline Kahn und Harvey Korman. In dem Disney-Film Herbie dreht durch war sie 1980 in der Hauptrolle der Tante Louise zu sehen.
1979 war Leachman als „die unsinkbare Molly Brown“ in dem Film S.O.S. Titanic über den Untergang der Titanic zu sehen. Sie ist außerdem eine der wenigen Schauspielerinnen, die sowohl in der Originalserie Twilight Zone aus den frühen 1960er-Jahren wie auch in der Neuauflage ab 1985 auftraten. Darüber hinaus verkörperte sie zweimal eine Hexe: 1986 in der Hänsel-und-Gretel-Verfilmung der Märchenfilmreihe Cannon Movie Tales sowie 1993 in einem Film der Olsen-Zwillinge.
Ihre markante Stimme setzte sie auch häufig in der Synchronisation von Zeichentrickfilmen wie Der Gigant aus dem All, Beavis und Butt-Head machen’s in Amerika sowie Das Schloss im Himmel ein.

### Erfolge im 21. Jahrhundert

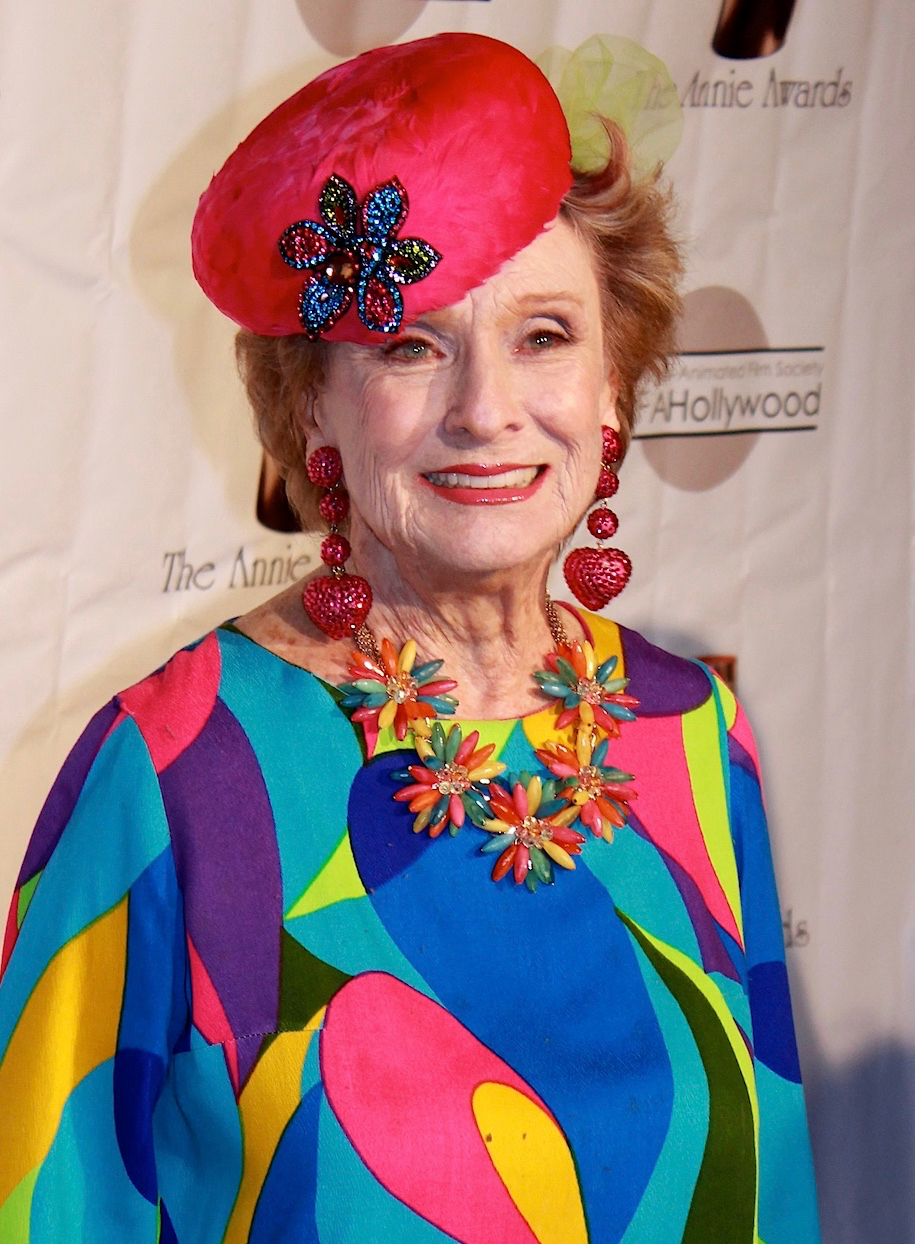
Cloris Leachman (2014)

Ab 2004 arbeitete Cloris Leachman mit dem Komiker Adam Sandler für die Filme Spiel ohne Regeln und Spanglish zusammen. In der Serie Malcolm mittendrin übernahm sie die wiederkehrende Rolle der tyrannischen Großmutter Ida, die der Familie das Leben schwer macht.
2008 sorgte die Schauspielerin durch ihre Teilnahme an der Sendung Dancing with the Stars für Wirbel. Mit 82 Jahren war sie dort die bis dato älteste Tänzerin. Aufgrund ihres altersbedingten Gesundheitszustandes konnte Leachman die Jury nicht mit ähnlichen Leistungen wie ihre Mitstreiter überzeugen. Beim Publikum waren ihre ausgefallenen Darbietungen jedoch sehr beliebt und sie schaffte es mit ihrem Partner, dem Profitänzer Corky Ballas, bis in die sechste Runde.
Im selben Jahr war sie an der Seite von Meg Ryan, Annette Bening, Bette Midler in The Women zu sehen, einer Neuverfilmung von George Cukors Komödie Die Frauen von 1939. Daneben trat Leachman mit ihrer One-Woman-Show Cloris auf und unterhielt das Publikum mit Geschichten aus ihrem Leben, Klavierstücken sowie Gesangseinlagen. Anfang 2009 erschien die Autobiografie der Schauspielerin mit dem Titel Cloris. Leachman verkörperte 2011 im Mystery-Drama-Thriller The Fields die Großmutter von Bonnie, die von Tara Reid gespielt wurde. Daneben drehte sie 2012 mit den Coen-Brüdern die Krimi-Komödie Gambit – Der Masterplan. Von 2010 bis 2014 übernahm sie in der Fox-Comedyserie Raising Hope die Rolle der Urgroßmutter der Hauptfigur. 2017 erhielt sie eine tragende Rolle in der Serie American Gods. Trotz ihres hohen Alters stand Leachman fast bis zuletzt als Schauspielerin vor der Kamera.

## Filmografie (Auswahl)
Die deutsche Hauptsynchronstimme von Cloris Leachman war die Schauspielerin Gisela Fritsch; daneben wurde sie auch von Hannelore Fabry (für Malcolm Mittendrin) und Barbara Ratthey (in Mel Brooks' Höhenkoller) synchronisiert.

### Kino
- 1947: Carnegie Hall
- 1955: Rattennest (Kiss Me Deadly)
- 1956: Anklage: Hochverrat (The Rack)
- 1962: Der Chapman-Report (The Chapman Report)
- 1969: Zwei Banditen (Butch Cassidy and the Sundance Kid)
- 1970: Liebhaber und andere Fremde (Lovers and Other Strangers)
- 1970: Machenschaften (WUSA)
- 1971: Die letzte Vorstellung (The Last Picture Show)
- 1973: Jagd auf Dillinger (Dillinger)
- 1973: Charley und der Engel (Charley and the Angel)
- 1973: Schönen Muttertag – Dein George (Happy Mother’s Day, Love George)
- 1974: Daisy Miller
- 1975: Frankenstein Junior (Young Frankenstein)
- 1975: Ein Mädchen, ein Muli und Omas Whisky (A Girl Named Sooner)
- 1977: Mel Brooks’ Höhenkoller (High Anxiety)
- 1979: Scavenger Hunt
- 1979: Muppet Movie
- 1980: Herbie dreht durch (Herbie Goes Bananas)
- 1981: Mel Brooks – Die verrückte Geschichte der Welt (History of the World, Part I)
- 1986: Das Schloss im Himmel (Tenkū no Shiro Rapyuta, Stimme in engl. Fassung)
- 1987: Hänsel und Gretel (Hansel and Gretel)
- 1988: Hochzeitsfieber (Going to the Chapel)
- 1989: Jessica und das Rentier (Prancer)
- 1990: Eine herzliche Affäre (Love Hurts)
- 1990: Texasville
- 1993: Die Beverly Hillbillies sind los! (The Beverly Hillbillies)
- 1993: Mein Freund, der Zombie (My Boyfriend’s Back)
- 1995: Now and Then – Damals und heute (Now and Then)
- 1996: Beavis und Butt-Head machen’s in Amerika (Beavis and Butt-Head Do America)
- 1997: Annabelle und die fliegenden Rentiere (Annabelle’s Wish, Sprechrolle)
- 1999: Music of the Heart
- 1999: Der Gigant aus dem All (The Iron Giant)
- 2000: Ein Strauß Schwestern (The Amati Girls)
- 2003: Bad Santa
- 2004: Spanglish
- 2005: Spiel ohne Regeln (The Longest Yard)
- 2005: Sky High – Diese Highschool hebt ab! (Sky High)
- 2006: Bierfest (Beerfest)
- 2006: Scary Movie 4
- 2008: The Women – Von großen und kleinen Affären (The Woman)
- 2009: Inglourious Basterds (Szenen geschnitten)[13]
- 2009: New York, I Love You
- 2010: Du schon wieder (You Again)
- 2012: Gambit – Der Masterplan (Gambit)
- 2013: Die Croods (The Croods, Stimme von Gran)
- 2013: Adult World
- 2015: Scouts vs. Zombies – Handbuch zur Zombie-Apokalypse (Scouts Guide to the Zombie Apocalypse)
- 2015: Die Trauzeugen AG (The Wedding Ringer)
- 2016: The Comedian – Wer zuletzt lacht (The Comedian)
- 2018: I Can Only Imagine: Der Song meines Lebens (I Can Only Imagine)
- 2020: Jump, Darling
- 2020: Die Croods – Alles auf Anfang (The Croods: A New Age, Stimme von Gran)
- 2021: Not To Forget

### Fernsehen
- 1948–1949: Actor's Studio (6 Folgen)
- 1950–1952: Charlie Wild, Private Detective (57 Folgen)
- 1955–1962: Alfred Hitchcock präsentiert (Alfred Hitchcock Presents; 3 Folgen)
- 1956/1961: Rauchende Colts (Gunsmoke; 2 Folgen)
- 1957–1958: Lassie (28 Folgen)
- 1961: Twilight Zone (Folge It’s a Good Life)
- 1961–1963: 77 Sunset Strip (3 Folgen)
- 1964: Preston & Preston (The Defenders, 1 Folge)
- 1967: Big Valley (Folge Plunder)
- 1967/1969: Die Leute von der Shiloh Ranch (The Virginian, 2 Folgen)
- 1968: Mannix (Folge The Need of a Friend)
- 1970–1975, 1977: Mary Tyler Moore Show (35 Folgen)
- 1975–1977: Phyllis (48 Folgen)
- 1977: Muppet Show (Fernsehserie, Gastauftritt)
- 1979: S.O.S. Titanic (Fernsehfilm)
- 1984–1985: Love Boat (3 Folgen)
- 1986–1988: The Facts of Life (48 Folgen)
- 1989: The Nutt House (10 Folgen)
- 1991: Die Simpsons (The Simpsons, Stimme von Mrs. Glick in Folge Three Men and a Comic Book)
- 1991: Tag der Angst (In Broad Daylight, Fernsehfilm)
- 1993: Halloween Twins, jetzt hexen sie doppelt (Double, Double, Toil and Trouble, Fernsehfilm)
- 1994: Die Nanny (The Nanny, Folge The Nanny-In-Law)
- 1994–2003: Ein Hauch von Himmel (Touched By An Angel, 4 Folgen)
- 2001: Diagnose: Mord (Diagnosis: Murder, Folge Todesmusik)
- 2001–2002: The Ellen Show (18 Folgen)
- 2001–2006: Malcolm mittendrin (Malcolm in the Middle, 11 Folgen)
- 2005: Mrs. Harris – Mord in besten Kreisen (Mrs. Harris, Fernsehfilm)
- 2005: Two and a Half Men (Folge Madame and Her Special Friend)
- 2007: Lake Placid 2 (Fernsehfilm)
- 2009: Liebe gibt Hoffnung (Love Takes Wing, Fernsehfilm)
- 2010–2014: Raising Hope (88 Folgen)
- 2013: Hot in Cleveland (Folge Love is All Around)
- 2014–2015: Das Leben und Riley (Girl Meets World, 2 Folgen)
- 2015: The Millers (Folge Louise Louise)
- 2015: Hawaii Five-0 (Folge Kuka’awale)
- 2016: Royal Pains (Folge The Good News Is...)
- 2017–2019: American Gods (3 Folgen)
- 2019: Verrückt nach dir (Mad About You, 10 Folgen)

## Auszeichnungen

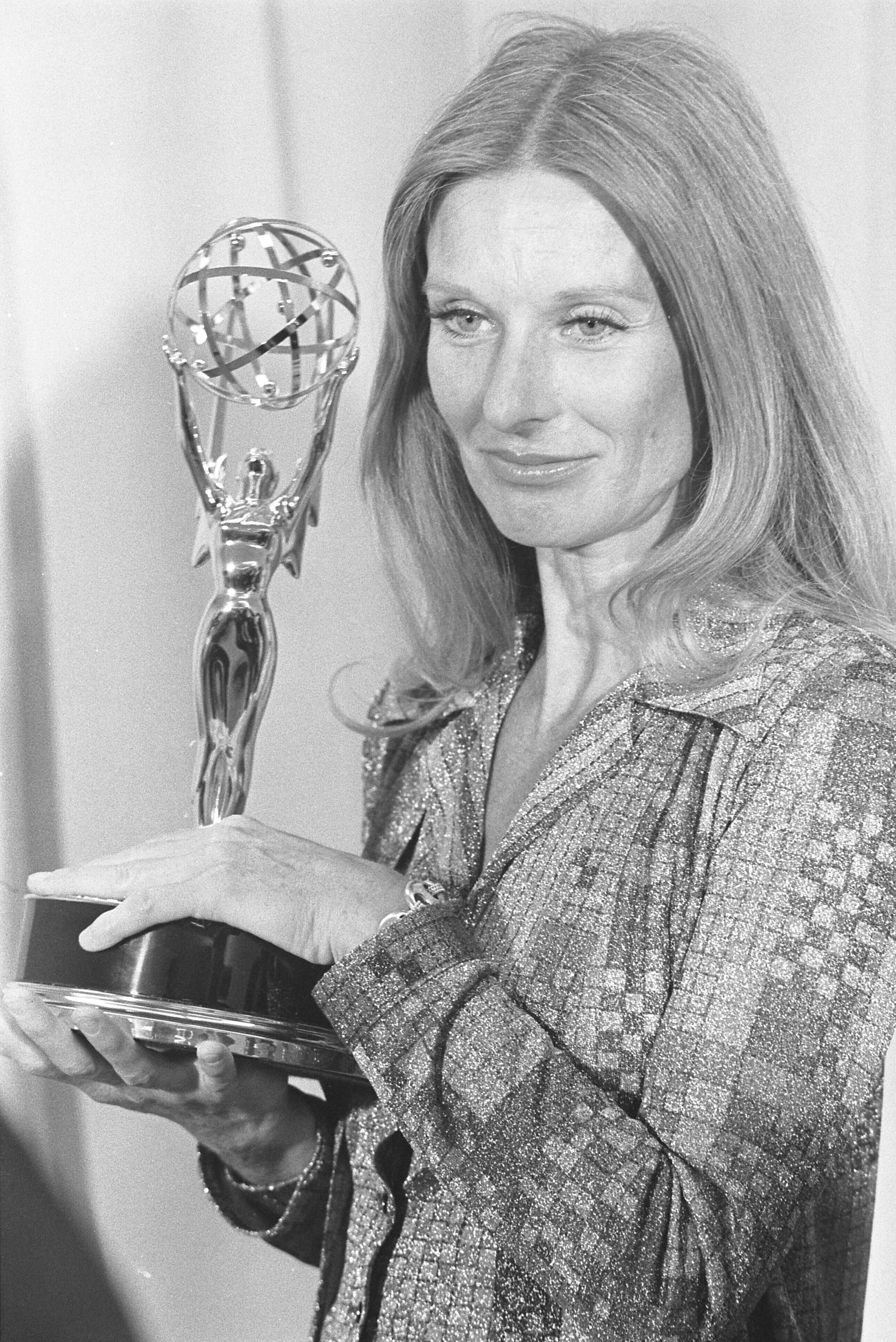
Leachman bei der Emmy-Verleihung (1973)

Oscar
1972: Beste Nebendarstellerin (Die letzte Vorstellung)
Britischer Filmpreis
1973: Beste Nebendarstellerin (Die letzte Vorstellung)
California Independent Film Festival
2003: Lifetime Achievement Award
Emmy
- Auszeichnungen

1973: Herausragende Hauptdarstellerin (A Brand New Life)
1974: Beste Nebendarstellerin in einer Comedyserie (Mary Tyler Moore)
1975: Herausragende Nebendarstellerin in einer Comedy- oder Dramaserie (Mary Tyler Moore)
1975: Herausragende Nebendarstellerin in Varieté oder Musik (Cher)
1983: Herausragende Darstellerin in einer Kindersendung (Junge Schicksale „ABC Afterschool Specials“: The Women Who Willed a Miracle)
1984: Herausragende Individuelle Leistung in einer Varieté- oder Musiksendung (Screen Actors Guild 50th Anniversairy Celebration)
1998: Herausragende Gastdarstellerin in einer Dramaserie (Ein Wink des Himmels)
2002: Herausragende Gastdarstellerin in einer Comedyserie (Malcolm mittendrin)
2006: Herausragende Gastdarstellerin in einer Comedyserie (Malcolm mittendrin)
Cloris Leachman ist durch ihre acht Auszeichnungen gemeinsam mit Julia Louis-Dreyfus die Rekordpreisträgerin unter den Schauspielern bei den Primetime Emmy Awards (Stand: 2021). Hinzu kommt ein Daytime Emmy Award (bei den Emmy Awards wird zwischen „Tagsüber“-Sendungen und den Primetime-Sendungen unterschieden).
- Nominierungen

1972: Herausragende Nebendarstellerin in einer Comedyserie (Mary Tyler Moore)
1973: Herausragende Nebendarstellerin in einer Comedyserie (Mary Tyler Moore)
1974: Beste Hauptdarstellerin in einem Drama (The Migrants)
1976: Herausragende Nebendarstellerin in Varieté oder Musik (Telly… Who Loves Ya Baby?)
1976: Herausragende Hauptdarstellerin in einer Comedyserie (Phyllis)
1978: Herausragende Nebendarstellerin in einem Drama- oder Comedyspecial (It Happened One Christmas)
1984: Herausragende Nebendarstellerin in einer limitierten Serie oder einem Special (Ernie Kovacs: Between the Laughter)
2001: Herausragende Gastdarstellerin in einer Comedyserie (Malcolm mittendrin)
2003: Herausragende Gastdarstellerin in einer Comedyserie (Malcolm mittendrin)
2004: Herausragende Gastdarstellerin in einer Comedyserie (Malcolm mittendrin)
2005: Herausragende Gastdarstellerin in einer Comedyserie (Malcolm mittendrin)
2005: Herausragende Gastdarstellerin in einer Dramaserie (Die himmlische Joan)
2006: Herausragende Nebendarstellerin in einer Miniserie oder einem Film (Mrs. Harris – Mord in besten Kreisen)
Golden Globe Award
- Auszeichnung

1976: Beste Serien-Hauptdarstellerin – Komödie oder Musical (Phyllis)
- Nominierungen

1972: Beste Nebendarstellerin (Die letzte Vorstellung)
1974: Beste Hauptdarstellerin – Komödie oder Musical (Charley and the Angel)
1975: Beste Hauptdarstellerin – Komödie oder Musical (Frankenstein Junior)
Kansas City Film Critics Circle Award
1973: Beste Nebendarstellerin (Die letzte Vorstellung)
National Board of Review
1972: Beste Nebendarstellerin (Die letzte Vorstellung)
TV Land Award
- Auszeichnung

2004: Bahnbrechende Sendung (Mary Tyler Moore; zusammen mit Mary Tyler Moore, John Amos, Ed Asner, Valerie Harper, Gavin MacLeod und Betty White)
- Nominierung

2003: Neugierigste Nachbarin (Mary Tyler Moore)
Cloris Leachmans Arbeit als Fernsehschauspielerin wurde mit einem Stern auf dem Hollywood Walk of Fame bei der Adresse 6435 Hollywood Blvd. honoriert. Im Jahre 2006 erhielt sie die Ehrendoktorwürde der Drake University.